# 0173
0173 è il prefisso telefonico del distretto di Alba, appartenente al compartimento di Torino.
Il distretto comprende la parte nord-orientale della provincia di Cuneo. Confina con i distretti di Asti (0141) a nord-est, di Acqui Terme (0144) a est, di Savona (019) a sud-est, di Mondovì (0174) a sud, di Savigliano (0172) a ovest e di Torino (011) a nord-ovest.

## Aree locali e comuni
Il distretto di Alba comprende 67 comuni raggruppati in 1 area locale, nata dall'aggregazione dei 4 preesistenti settori di Alba, Canale, Cortemilia e Dogliani.
I comuni compresi nel distretto sono: Alba, Albaretto della Torre, Arguello, Barbaresco, Barolo, Belvedere Langhe, Benevello, Bergolo, Bonvicino, Borgomale, Bosia, Bossolasco, Canale, Carrù, Castagnito, Castelletto Uzzone, Castellinaldo, Castiglione Falletto, Castino, Cerreto Langhe, Cissone, Clavesana, Corneliano d'Alba, Cortemilia, Cravanzana, Diano d'Alba, Dogliani, Farigliano, Feisoglio, Gorzegno, Govone, Grinzane Cavour, Guarene, La Morra, Lequio Berria, Levice, Magliano Alfieri, Monchiero, Monforte d'Alba, Montà, Montelupo Albese, Monteu Roero, Monticello d'Alba, Murazzano, Narzole, Neive, Neviglie, Niella Belbo, Novello, Perletto, Pezzolo Valle Uzzone, Piobesi d'Alba, Piozzo, Priocca, Roddi, Roddino, Rodello, San Benedetto Belbo, Santo Stefano Roero, Serralunga d'Alba, Serravalle Langhe, Sinio, Somano, Torre Bormida, Treiso, Trezzo Tinella e Vezza d'Alba .